# Kostinbrod
Kostinbrod (en búlgaro: Костинброд) es una ciudad de Bulgaria en la provincia de Sofía.

## Geografía
Se encuentra a una altitud de 532 m s. n. m. a 21 km de la capital nacional, Sofía.

## Demografía
Según estimación 2012, contaba con una población de 11 996 habitantes.
|         | 2004   | 2005   | 2006   | 2007   | 2008   | 2009   | 2010   | 2011  |
| Mujeres | 6 157  | 6 169  | 6 169  | 6 144  | 6 148  | 6 132  | 6 109  | 6 188 |
| Varones | 5 890  | 5 882  | 5 845  | 5 851  | 5 821  | 5 792  | 5 787  | 5 908 |
| Total   | 12 047 | 12 051 | 12 014 | 11 995 | 11 969 | 11 924 | 11 896 | 12096 |